# Un minuto para rezar, un segundo para morir
Un minuto para rezar, un segundo para morir (título original en italiano: Un minuto per pregare, un istante per morire) es una película de spaghetti western italiana de 1968 dirigida por Franco Giraldi. Es el cuarto y último wéstern dirigido por Giraldi.

## Argumento
A Clay McCord, uno de los pistoleros más famosos de Nuevo México, las autoridades, además de perseguirlo, han puesto precio a su cabeza. Acosado por los representantes de la ley y los cazadores de recompensas, Clay tiene también que soportar una dolencia que amenaza con dejarlo paralítico. Clay se entera de que el gobernador del estado ofrece un indulto a todos los que acudan a Tuscosa a solicitarlo. Lleno de recelo decide ir hasta el pueblo, cruzándose por el camino con otros delincuentes seducidos por la misma promesa. Sin embargo, Roy Colby, el corrupto sheriff de Tuscosa, no aprueba la política del gobernador, por lo que Clay tendrá que enfrentarse a él.

## Reparto
- Alex Cord como Clay McCord.
- Arthur Kennedy como el mariscal de Tuscosa Roy W. Colby.
- Robert Ryan como el gobernador de Nuevo México, Lem Carter.
- Nicoletta Machiavelli como Laurinda.
- Mario Brega como Krant.
- Enzo Fiermonte como el Dr. Chase.
- Giampiero Albertini como Fred Duskin.
- Renato Romano como Charlie el Barato.
- Franco Lantieri como el alguacil adjunto Butler.
- John Bartha como Cittadino.
- José Canalejas como Seminole - Cazarrecompensas.
- Daniel Martín como el padre Santana.
- Antonio Molino Rojo como Sein.
- Lorenzo Robledo como Cazarrecompensas.
- Aldo Sambrell como Jesús María.

## Lanzamiento
Un minuto para rezar, un segundo para morir se estrenó en 1968. Según los registros de ABC, la película tuvo una pérdida de 165 000 dólares. La película también se estrenó bajo los títulos Dead or Alive, Outlaw Gun y Escondido. Originalmente estaba previsto que la dirección corriera a cargo de Sergio Corbucci y el reparto también incluiría a Raffaella Carrà y Renzo Palmer. La versión estadounidense de la película fue muy recortada, con una duración 16 minutos más corta que la versión original y presentando un final diferente, mientras que las copias extranjeras, distribuidas por Columbia Pictures, extendieron la duración de la película y presentaron otro final diferente. La película se estrenó en VHS y Betamax en 1988; es el único lanzamiento del sello Playhouse Video clasificado R por la MPAA.

## Recepción
En una reseña contemporánea, un autor acreditado como «Murf.» de Variety afirmó que, al igual que otros wésterns italianos, «la brutalidad se aplica con mucha intensidad, pero en este caso con al menos un mínimo de buen gusto y motivación argumental». Una reseña en el Monthly Film Bulletin señaló que «hay momentos en este wéstern bastante inconexo que sugieren que, con un guion más coherente, Franco Giraldi podría al menos emerger como uno de los favoritos en las imitaciones italianas», destacando un «tiroteo imaginativamente dirigido en una iglesia» al comienzo de la película.